# Хиршхорн, Филипп Хиршевич
Филипп Хиршхорн (латыш. Filips Hiršhorns, фр. Philippe Hirshhorn; 11 июня 1946, Рига — 26 ноября 1996, Брюссель) — советский и бельгийский скрипач.

## Биография
Учился в Рижской специальной музыкальной школе им. Эмиля Дарзиня (класс Валдемара Стурестепа), последний класс в — специальной музыкальной школе-десятилетке при Ленинградской консерватории (класс Михаила Ваймана), затем в Ленинградской консерватории у Михаила Ваймана. Окончил Латвийскую государственную консерваторию им. Я. Витола (1971).
В 1965 году получил вторую премию на Международном конкурсе имени Паганини; в 1967 году, будучи студентом II курса Ленинградской консерватории, победил в Международном конкурсе имени королевы Елизаветы.
В марте 1973 года эмигрировал с родителями в Израиль. С 1974 года жил в Бельгии. Преподавал в Утрехтской консерватории и в Королевской Брюссельской консерватории. С 1981 по 1984 руководил Камерным оркестром земли Валлония. Был членом жюри конкурса имени королевы Елизаветы в 1989 и 1993 годах.
Среди партнёров Хиршхорна по концертным выступлениям в различных странах Европы, в Америке и Японии — такие музыканты, как Марта Аргерих, Брижит Анжерер, Елизавета Леонская, Табеа Циммерман, Давид Герингас, Юрий Башмет, Жан-Клод Ванден Эйнден, Джеймс Токко, Ханс Маннес, Гельмут Барт; он концертировал с оркестрами под управлением Герберта фон Караяна, Ури Сегала, Фердинанда Ляйтнера, Юджина Орманди, Пааво Берглунда, Гари Бертини, Геннадия Рождественского, Кирилла Кондрашина, Юрия Темирканова и др. Миша Майский, вспоминая о Хиршхорне, говорит о нём как о «самом невероятном музыканте, которого он когда-либо встречал», обладателе «мистической, гипнотической власти»; по мнению Майского, «он был ближе к совершенству, чем большинство из нас».
Записи Хиршхорна по преимуществу концертные; звукозаписывающие компании Cypres, Doremi, Novalis, Pavana records и др. выпустили альбомы Хиршхорна, включающие концерты Паганини, Брамса, Чайковского, Сибелиуса и Берга, камерные сочинения Баха, Брамса, Сен-Санса, Равеля и Прокофьева. Другие сохранившиеся записи Хиршхорна включают концерт Людвига ван Бетховена, произведения Эрнеста Шоссона, Франческо Джеминиани, Франца Шуберта, Вольфганга Амадея Моцарта, Пабло Сарасате, Белы Бартока, Гийома Лекё, Дариюса Мийо, Леоша Яначека, Отторино Респиги, Витольда Лютославского, Антонио Вивальди, Феликса Мендельсона, Антонина Дворжака, Эрвина Шульхофа.

## Семья
- Отец — Хирш Файвушевич Хиршхорн (также Гирш Файвушевич[7][8]; 1919, Рига — ?), участник Великой Отечественной войны (служил в 201-й Латвийской дивизии)[9][10][11], инженер, инспектор по энергоснабжению в Латвэнерго[12]. Мать — Людмила Чеславовна Хиршхорн, машинистка[13].
- Жена (с 1976 года) — Нина Хиршхорн (урождённая Алексеева), художница. Дочь — Вероника (фр. Véronique Hirshhorn, род. 1980), переводчик-синхронист.

## Известные ученики
- Янин Янсен
- Давид Грималь[англ.]
- Филипп Граффин[англ.]
- Дмитрий Махтин

## Адреса
В Риге семья Хиршхорн жила в коммунальных квартирах на улицах Маскавас и Элизабетес, потом в отдельной квартире на Дарзниецибас и в Межапаркс.